# Jason Mantzoukas

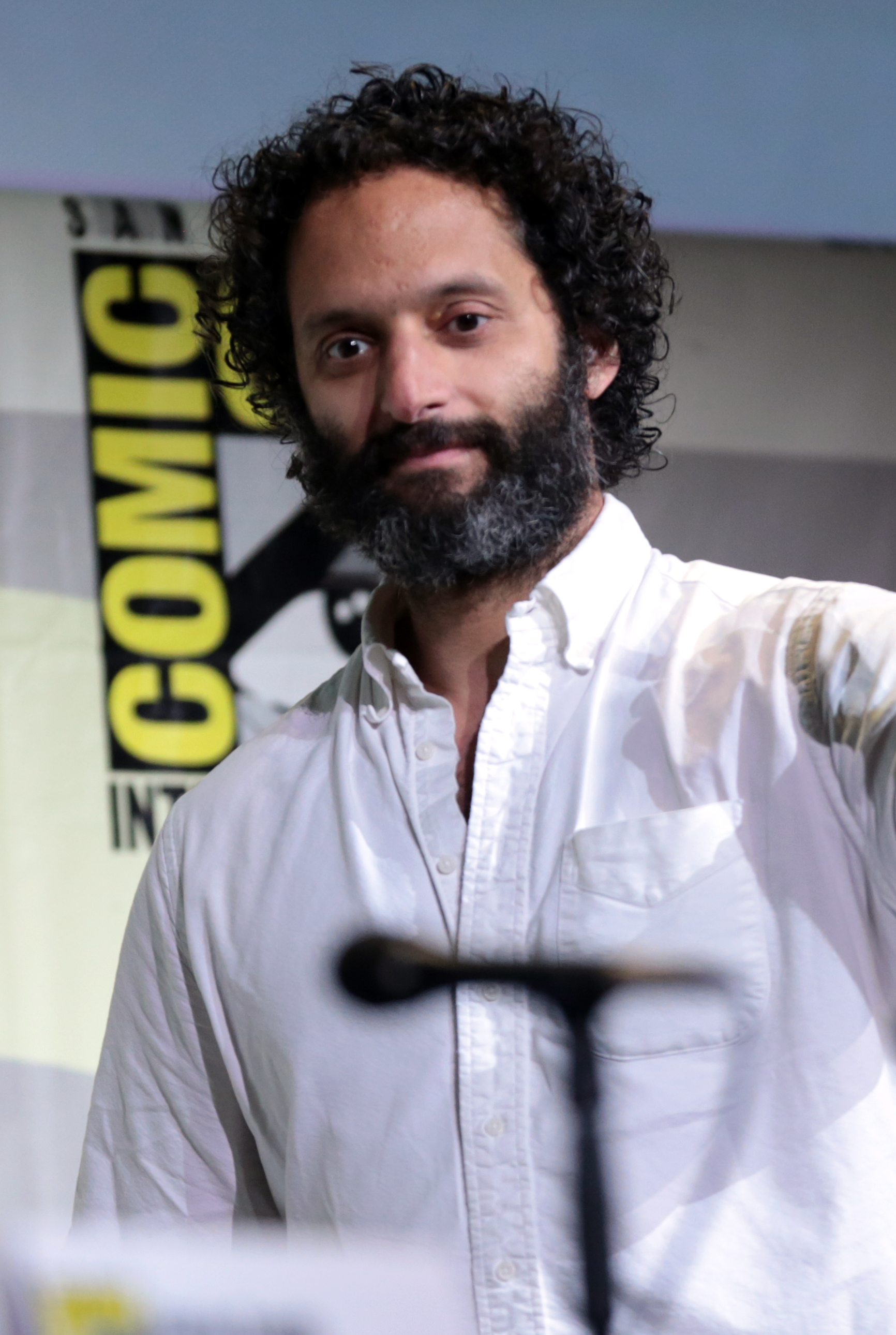
Jason Mantzoukas, 2016

Jason Mantzoukas (* 18. Dezember 1972 in Nahant, Massachusetts) ist ein griechischstämmiger US-amerikanischer Schauspieler, Synchronsprecher, Komiker und Drehbuchautor. Bekannt ist er für seine Rolle als Rafi in der Serie The League (2010–2015) und als Nadal im Film Der Diktator (2012).

## Karriere
Jason Mantzoukas ist seit Beginn der 2000er Jahre als Schauspieler vor allem in Fernsehproduktionen tätig. Für den Fernsehfilm Off Duty aus dem Jahr 2009 verfasste er erstmals ein Drehbuch. Im gleichen Jahr übernahm er eine größere Rolle in dem Film Mein fast perfekter Valentinstag. In den Jahren 2010 bis 2012 war er als Drehbuchautor an der Fernsehserie Childrens Hospital beteiligt.
2025 nahm er an der 19. Staffel von Taskmaster teil. Er war der erste Kandidat, der nicht in Großbritannien wohnhaft ist, aber als großer Fan der Sendung war ihm die Teilnahme ein Herzenswunsch.

## Privates
Mantzoukas reagiert auf Eier extrem allergisch und darf Produkte mit Ei deswegen nicht anfassen.

## Filmografie (Auswahl)
Als Schauspieler/Synchronsprecher
- 2004: Terrorists
- 2007: Trainwreck: My Life as an Idiot
- 2008: Baby Mama
- 2009: Mein fast perfekter Valentinstag (I Hate Valentine’s Day)
- 2009: Splinterheads
- 2010–2015: The League (Fernsehserie, 30 Episoden)
- 2011: Conception
- 2011, 2013: Parks and Recreation (Fernsehserie, 3 Episoden)
- 2011–2013: Enlightened – Erleuchtung mit Hindernissen (Enlightened, Fernsehserie, 8 Episoden)
- 2012: Der Diktator (The Dictator)
- 2014: They Came Together
- 2014: Bad Neighbors (Neighbors)
- 2014: Adult Beginners – Erwachsenwerden für Anfänger (Adult Beginners)
- 2015: Sleeping with Other People
- 2016: Dirty Grandpa
- 2016: How to Be Single
- 2016: Gilmore Girls: Ein neues Jahr (Gilmore Girls: A Year in the Life, Miniserie, Episode 1x02)
- 2016–2021: Brooklyn Nine-Nine (Fernsehserie, 11 Episoden)
- 2017: The Disaster Artist
- 2017: Casino Undercover (The House)
- 2017–2019: No Activity (Fernsehserie, 15 Episoden)
- 2017–2020: The Good Place (Fernsehserie, 9 Episoden)
- 2017–2025: Big Mouth (Fernsehserie, Stimme von Jay Bilzerian)
- 2019: John Wick: Kapitel 3 (John Wick: Chapter 3 – Parabellum)
- 2019: Legion (Fernsehserie, Kapitel 25, als Jerome Wolf)
- 2020: Solar Opposites (Fernsehserie, Episode 1x08, Stimme)
- 2021: Infinite – Lebe unendlich (Infinite)
- 2021: America: Der Film (America: The Motion Picture, Stimme)
- 2021–2023: HouseBroken (Fernsehserie, 30 Episoden, Stimme)
- 2021–2024: Star Trek: Prodigy (Fernsehserie, 40 Episoden, Stimme von Jankom Pog)
- seit 2021: Invincible (Fernsehserie, Stimme von Rex Sloan / Rex Splode)
- 2022: Paper Girls (Fernsehserie, 3 Episoden)
- 2022: Pam & Tommy (Miniserie, 1 Episode)
- 2023: Völlig zerstört (Obliterated, Fernsehserie, 6 Episoden)
- 2023: Percy Jackson: Die Serie (Percy Jackson and the Olympians, Fernsehserie, 3 Episoden)
- 2023: Twisted Metal (Fernsehserie, Episode 1x08)

- 2025: Taskmaster (Unterhaltungssendung, 19. Staffel)

Als Drehbuchautor
- 2009: Off Duty (Fernsehfilm)
- 2010–2012: Childrens Hospital (Fernsehserie, 5 Episoden)
- 2014: Ride Along